# Christmas in My Heart
Christmas in My Heart ist ein Weihnachtsalbum der deutschen Popsängerin Sarah Connor. Es wurde im November 2005 veröffentlicht.

## Album
Am 18. November 2005 brachte Connor ihr Weihnachtsalbum Christmas in My Heart auf den Markt; am selben Tag erschien auch die gleichnamige Singleauskopplung. Die Single erreichte Platz 4, das Album Platz 6 der deutschen Charts. Das Album besteht aus deutschen und internationalen Weihnachtsliedern, die in englischer Sprache und mit neuen Arrangements aufgenommen wurden. Connor äußerte sich zur Arbeit am Album folgendermaßen:

„Ich wollte ein Album, das die traditionellen Lieder auf moderne Art zeigt, ihnen das Verstaubte nimmt. Zudem sollten sich unsere Eigenkompositionen einfügen, nicht ausbrechen aus dem Gefüge der bekannten Stücke.“

Bei dem Lied Ave Maria singt Connor den ersten Teil in lateinischer, den zweiten in englischer Sprache. Bei Christmas in My Heart ist Dwight Stewart von Naturally 7 als Backgroundstimme zu hören. Irving Berlins White Christmas wurde um eine neue Strophe ergänzt, die aus Sprechgesang besteht. Das Intro zu Come Together wurde mit Sarah Connors Schwestern Lulu und Valentina aufgenommen. A New Kingdom ist eine Interpretation von Leise rieselt der Schnee. Das Lied hat eine besondere Bedeutung für Connor, denn mit einer Gesangsaufnahme von Leise rieselt der Schnee erlangte die damals 19-Jährige die Aufmerksamkeit von Musikproduzent George Glueck und erhielt einen Plattenvertrag bei seinem Label X-Cell Records.
Im November 2006 erschien eine Neuauflage des Weihnachtsalbums mit dem zusätzlichen Song The Best Side of Life, der am gleichen Tag auch als Single auf den Markt kam. Das von Marc Lennard und Jojo HF geschriebene und von Kay Denar und Rob Tyger produzierte Lied wurde zwei Jahre lang als Song zur Weihnachtswerbung von Coca-Cola verwendet, und auch ProSieben benutzte das Lied 2006 in den Weihnachtstrailern.
2021 nahm Sarah Connor das Nat-King-Cole-Cover The Christmas Song in einem jazzigen Gewand exklusiv für den Streamingdienst Amazon Music neu auf und konnte sich damit in den deutschen und österreichischen Single-Charts platzieren.

## Titelliste
Original
1. Ave Maria (Franz Schubert) – 3:58
2. Christmas in My Heart (Rob Tyger, Kay Denar) – 4:48
3. Be Thankful (inspiriert von Vom Himmel hoch), (Rob Tyger, Kay Denar) – 3:32
4. White Christmas (Irving Berlin) – 3:35
5. Sweet Is the Song (inspiriert von Süßer die Glocken nie klingen), (Rob Tyger, Kay Denar) – 3:40
6. A Ride in the Snow (Rob Tyger, Kay Denar) – 4:02
7. The Christmas Song (Mel Tormé, Robert Wells) – 3:16
8. Why Does It Rain (inspiriert von Schneeflöckchen, Weißröckchen), (Rob Tyger, Kay Denar) – 4:27
9. Tonight’s the Night (inspiriert von Oh du fröhliche, oh du selige), (D. J. Falk/Rob Tyger, Kay Denar) – 4:05
10. A New Kingdom (inspiriert von Leise rieselt der Schnee), (E. Ebel/Rob Tyger, Kay Denar) – 3:34
11. Come Together (inspiriert von Morgen, Kinder, wird’s was geben), (Rob Tyger, Kay Denar) – 4:14
12. Have Yourself a Merry Little Christmas (Ralph Blane) – 2:47

## Chartplatzierungen
| Periode   | Höchstplatzierung, GesamtwochenChartplatzierungen (Periode, Platzierungen, Wochen) | Höchstplatzierung, GesamtwochenChartplatzierungen (Periode, Platzierungen, Wochen) | Höchstplatzierung, GesamtwochenChartplatzierungen (Periode, Platzierungen, Wochen) |
| Periode   | DE                                                                                 | AT                                                                                 | CH                                                                                 |
| --------- | ---------------------------------------------------------------------------------- | ---------------------------------------------------------------------------------- | ---------------------------------------------------------------------------------- |
| 2005/06   | DE6 (7 Wo.)DE                                                                      | AT6 (6 Wo.)AT                                                                      | CH6 (7 Wo.)CH                                                                      |
| 2006/07   | DE25 (5 Wo.)DE                                                                     | AT30 (4 Wo.)AT                                                                     | CH48 (5 Wo.)CH                                                                     |
| 2007/08   | DE90 (2 Wo.)DE                                                                     | —                                                                                  | —                                                                                  |
|           |                                                                                    |                                                                                    |                                                                                    |
|           |                                                                                    |                                                                                    |                                                                                    |
| 2023/24   | DE17 (3 Wo.)DE                                                                     | —                                                                                  | —                                                                                  |
| 2024/25   | DE32 (2 Wo.)DE                                                                     | —                                                                                  | —                                                                                  |
| Insgesamt | DE6 (19 Wo.)DE                                                                     | AT6 (10 Wo.)AT                                                                     | CH6 (12 Wo.)CH                                                                     |

## Videoalbum
Im Februar 2007 erschien eine gleichnamige Live-DVD, auf der Connor die Titel von Christmas in My Heart bei einem Weihnachtskonzert in Ischgl präsentiert. Begleitet wurde sie dabei vom Vox Artis Philharmonic Orchestra. Das Konzert, das vor 140 Gästen stattfand, wurde im Dezember 2005 in der Sendung Sarah & Marc – Das Weihnachts-Special auf ProSieben ausgestrahlt.